# Iglesia de San Antonio della Piazza

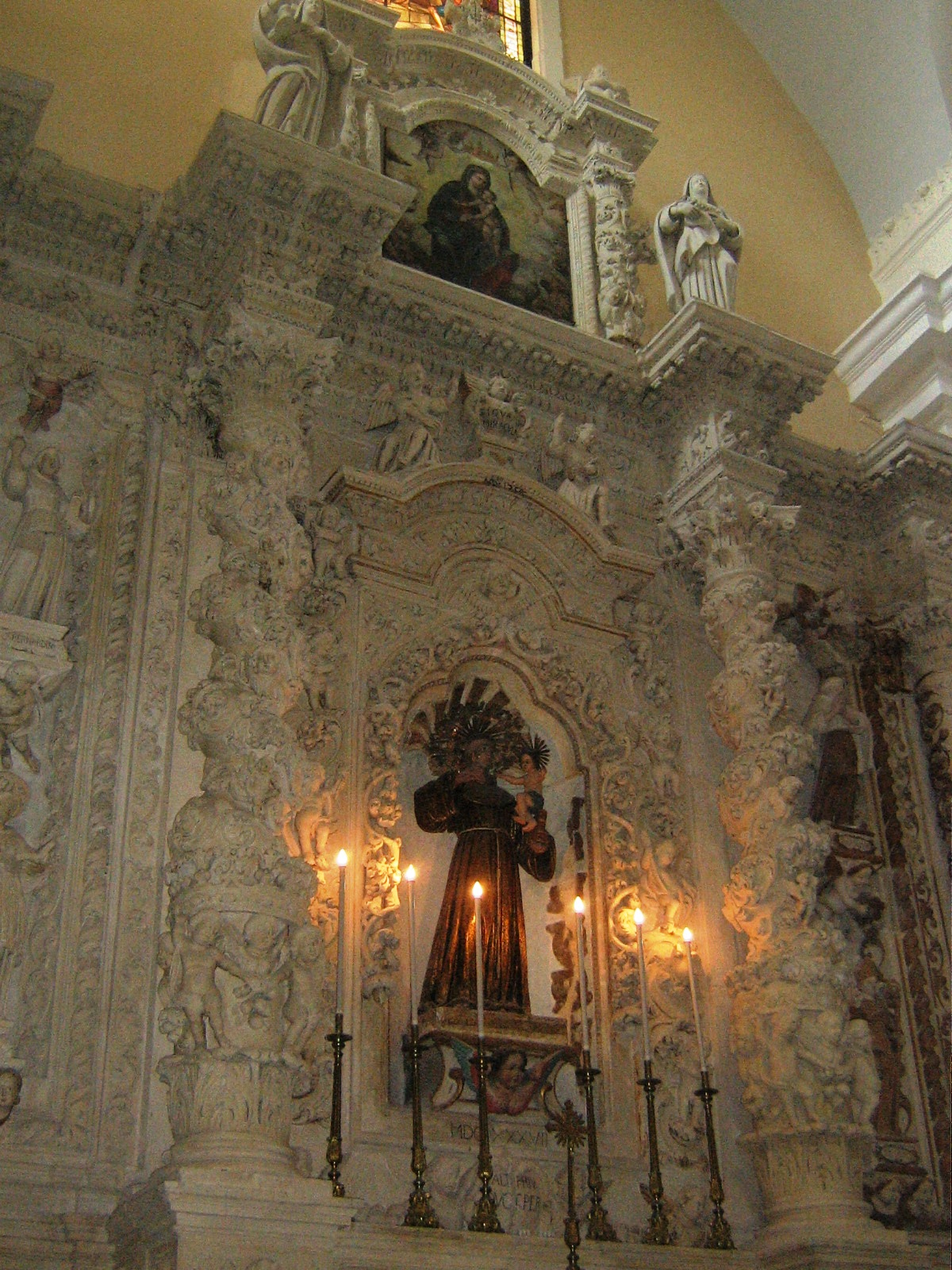
Altar de San Antonio de Padua

La iglesia de Sant'Antonio della Piazza, también conocida como iglesia de San Giuseppe en honor al santo que lleva el nombre de la hermandad que allí oficia, es una iglesia en el centro histórico de Lecce.

## Historia
La iglesia, construida en 1584, formaba parte del complejo conventual encargado por Gian Giacomo dell'Acaya hacia 1557 y confiado a los frailes menores observantes. El convento, en funcionamiento hasta 1807, fue utilizado como residencia civil y derribado a principios del siglo XX. Las formas actuales del edificio no son las originales: de hecho en 1765 los frailes decidieron ampliar la iglesia cuya nave principal correspondía al crucero actual. En el lateral de la iglesia aún se puede ver el portal original del siglo XVI, que constituía la entrada principal, y el rosetón.

## Descripción

### Externo
La fachada, dividida en dos órdenes, está animada en el orden inferior por un portal elegantemente decorado y por dos hornacinas que albergan las estatuas de San Antonio de Padua y San Juan de Capistrano. El orden superior, sumamente sencillo en sus líneas decorativas, alberga un gran ventanal en el centro, entre dos pilastras.

### Interno
El interior, en forma de cruz latina, tiene una nave atravesada por altas pilastras corintias y salpicada a ambos lados por cinco capillas. En los dos nichos de la parte trasera se encuentran estatuas de piedra locales de San Francisco de Asís (1823) y San Rocco (1566), este último atribuido a Gabriele Riccardi.   
En las capillas laterales, altares barrocos decorados, albergan valiosas pinturas: la de San Diego de Alcalá de un alumno de Gianserio Strafella, la de la Natividad de la Virgen, la de la Circuncisión de Jesús de Jacopo Palma el Joven y la de San Pedro. En el primer altar de la derecha se encuentra el lienzo del siglo XVIII que representa a San Oronzo en gloria, copia de Serafino Elmo que también pintó el lienzo de San Francisco de Asís (1771) conservado en la tercera capilla de la derecha.   En el crucero derecho destaca por la majestuosidad y monumentalidad de sus proporciones el altar de San Giuseppe, atribuido a Emanuele Manieri, y adornado con la estatua de madera policromada del santo, mientras que en la parte superior se encuentra el lienzo de la Virgen Anunciada, atribuible a Oronzo Tiso . En el crucero izquierdo encontramos los altares más antiguos de la iglesia: el de Sant'Antonio da Padova, realizado en 1737 en piedra de Lecce con una estatua de piedra del santo fechada en 1569, el de Santa Rita da Cascia con el lienzo del santo y el de San Francesco da Paola con la estatua del santo de 1581.
En el presbiterio, cubierto con un techo con frescos de Carmine Palmieri, se encuentra un altar mayor de mármol obra de Eugenio Maccagnani (1923). Del mobiliario del siglo XVI sólo quedan el coro de madera, coronado por un órgano dorado, y el coro.